# ピアノソナタ第30番 (ベートーヴェン)
ピアノソナタ第30番（ピアノソナタだいさんじゅうばん）ホ長調作品109は、ルートヴィヒ・ヴァン・ベートーヴェンが1820年に作曲したピアノソナタ。

## 概要

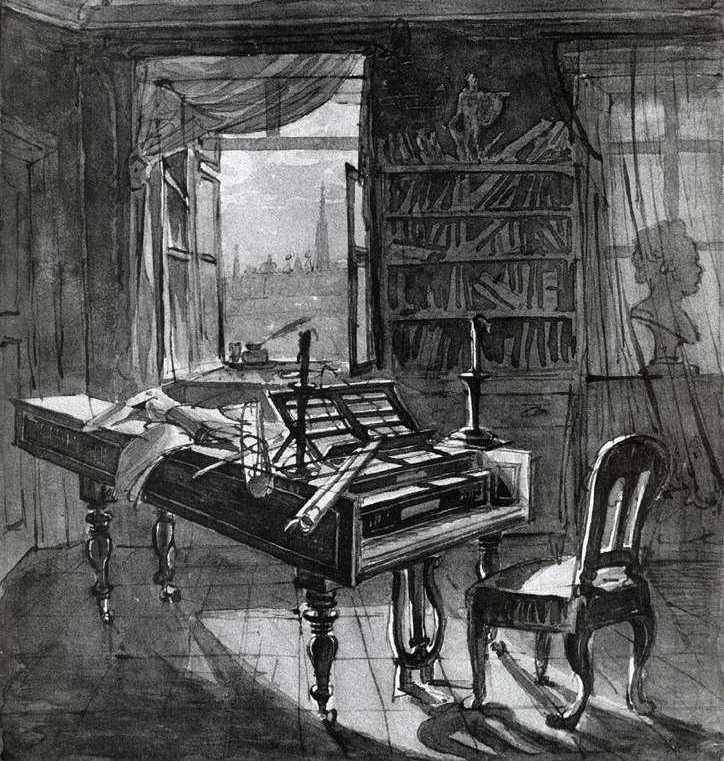
ベートーヴェンの書斎。Johann Nepomuk Hoechle画、1827年。

大作「ハンマークラヴィーアソナタ」を完成したベートーヴェンが続く作品109のピアノソナタに着手したのは1820年の初頭で、これは最後の3つのピアノソナタ（第30番、第31番、第32番）を出版したシュレジンガーとの交渉が行われるよりも前のことであった。曲の原型となったのは小品もしくはバガテルであり、フリードリヒ・シュタルケからピアノ作品集『ウィーンのピアノフォルテ楽派』への楽曲提供を依頼され、既に取り掛かっていた『ミサ・ソレムニス』の仕事を後に回す形で作曲が行われた作品であった。同年4月のベートーヴェンの会話帳には「新作の小品」との記載があり、幻想曲調の間奏曲に中断されるバガテルという楽曲の構成からは、これが作品109の第1楽章となったのであろうことが窺われる。ベートーヴェンの秘書を務めていたフランツ・オリファが、この「小品」をシュレジンガーの求めるソナタの開始楽章にしてはどうかと提案したとされる。結局、シュタルケに提供されたのは11のバガテル 作品119の第7曲から第11曲であった。
ジークハルト・ブランデンブルクは、当初構想されていたのが第1楽章を欠いた2楽章から成るソナタであったとする説を提唱している。第1楽章と他の楽章を結びつける動機要素が、明らかに後になってから付け加えられたものだからである。一方、アレグザンダー・ウィーロック・セイヤーはホ短調のソナタの構想は発展することなく終わり、作品109とは全く関係がないとする立場を取っている。
第3楽章のために最初に書かれたスケッチは6つの変奏を伴う変奏曲であったが、その後9つの変奏に改められ、最終的に6つの変奏に落ち着いた。9つの変奏が設けられていた稿での個々の変奏の性格は、出版された最終稿のものに比べると際立っていないが、ケイ・ドレイファスはその時点で既に「主題の探索と再発見の過程」が示されていると指摘している。
このソナタの完成が1820年の秋であったのか、または1821年になってからであったのかははっきりしていない。1820年9月20日にシュレジンガーに宛てて送られた書簡では、最後の3つのソナタのうち最初の作品の「完成」が近いことが語られている。しかし、ここでの「完成」が意味するところが構想の決定であるのか、送付可能な浄書譜の完成であるのかは不明である。初版譜はベルリンのシュレジンガーから出されたが、作曲者が病床にあり適切な校正を行うことが出来なかったため、数多くの誤植が残されたままだった。作品は当時18歳だったマキシミリアーネ・ブレンターノに献呈されている。1821年12月6日にしたためられた献呈の句には、作曲者がブレンターノ家に抱いていた深い愛着の情が綴られている。

## 楽曲構成

### 第1楽章

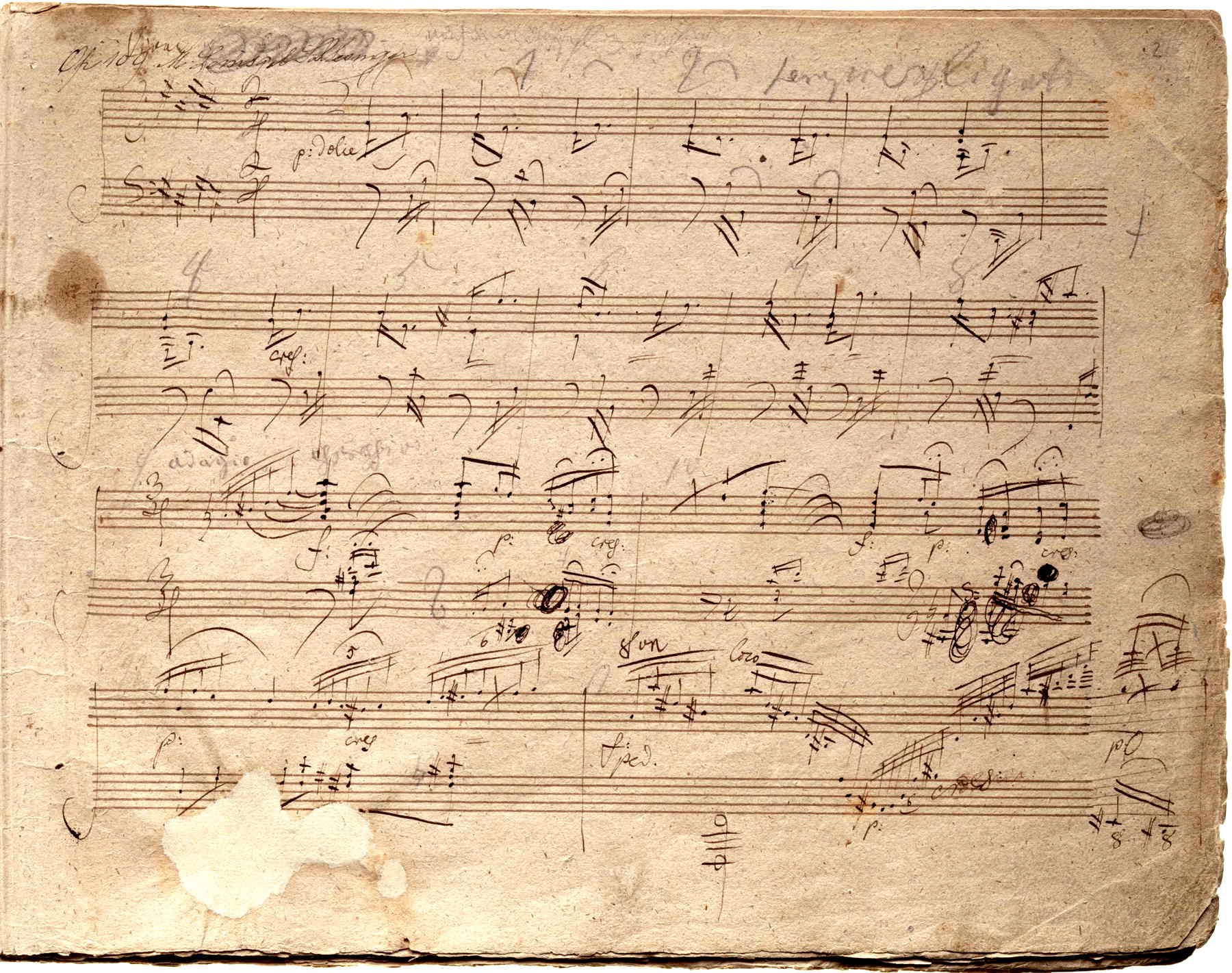
第1楽章冒頭の自筆譜。

Vivace, ma non troppo 2/4拍子 ホ長調
ソナタ形式。第1楽章は速度と拍子の異なる楽想をひとつにまとめあげており、当時のベートーヴェンが関心を持っていた挿入節的な構成概念が反映されている。これは同時期に作曲が進められた『ミサ・ソレムニス』やこの後に続くピアノソナタにも見られる特徴である。無駄のない形式の中に込められた曲の内容は幻想的で、それまでのベートーヴェンのピアノソナタには見られなかった柔軟性が示されている。序奏はなく、第1主題が2/4拍子でヴィヴァーチェ・マ・ノン・トロッポで提示される（譜例1）。この第1主題はピアノソナタ第25番の第3楽章の主題との関連を指摘されている。
譜例1
開始からカデンツを経ないままわずか8小節後に現れる第2主題は、第1主題とうってかわって3/4拍子のアダージョ・エスプレッシーヴォである（譜例2）。
譜例2
14小節の提示部を終え、曲は第1主題に基づく展開部となる。中音域から長いクレッシェンドを経つつ音量を増して高音域へと昇っていき、クライマックスに達するとそのまま2オクターヴ高く第1主題が再現される。その後ただちに、やや変化を加えられた第2主題の再現が続く。66小節目からはコーダであり、専ら第1主題を扱って最後は静かに楽章を閉じる。
エトヴィン・フィッシャーは、2つの主題の速度記号の落差は外見上だけのものであり、全体が一つの型として作られたかのように即興的に演奏されねばならないと講義している。グレン・グールドはこの第1楽章を高く評価していた。

### 第2楽章
Prestissimo 6/8拍子 ホ短調
ソナタ形式。第1楽章からは切れ目なく演奏される。楽章中で用いられる素材はフォルテッシモで出される譜例3の第1主題の中に集約されている。
譜例3
第1主題から導かれる第2主題はロ短調に出されるが（譜例4）、主題の持つ性質によりここでは通常のソナタ形式に見られるような主題間の対比は完全に失われている。
譜例4
展開部ではまず第1主題のバスの音型がカノン風に処理される。その後静かな推移を見せるが、突如強奏で第1主題が回帰して再現部となる。第2主題はホ短調となって現れ、ごく短いコーダを経て勢いよく終結する。

### 第3楽章
Andante molto cantabile ed espressivo 3/4拍子 ホ長調
変奏曲形式。主題と6つの変奏からなる。全曲の重心のほとんどはこの第3楽章に置かれており、変奏曲がこれほどの比重を占めたのはベートーヴェンのピアノソナタでは初めてのことであった。
主題： 3/4拍子
「じゅうぶんに歌い、心の底からの感情をもって」（Gesangvoll, mit innigster Empfindung）と付記されている。ゆったりとしたテンポで静かに曲が開始される（譜例5）。3拍子の2拍目に付点音符が置かれることにより、主題にはサラバンドのような性格が与えられている。
譜例5
第1変奏： 3/4拍子
モルト・エスプレッシーヴォの指示の下、ワルツ様のリズムに乗った歌謡的変奏。曲の雰囲気や主題のテンポは主題から引き継がれ、装飾音が巧みに使われている。
譜例6
第2変奏： 3/4拍子
主題は16分音符によるモザイク状の音型の中に隠される。さらにこの変奏と対照的な威厳ある変奏が置かれ、2つの性格の異なる変奏が入れ替わりながら進められていく。
譜例7
第3変奏： 2/4拍子
対位法を駆使したアレグロ・ヴィヴァーチェでのテンポの速い変奏。開始部分の譜例8で示されるパッセージは左右の手を入れ替えて奏され、その後も手の交代が続けられていく。
譜例8
第4変奏： 9/8拍子
「主題よりいくらか遅く」（Etwas langsamer als das Thema）と指示されている。第3変奏から大きく趣を変え、幻想的な雰囲気をたたえる。2声から4声の声部が対位法を用いてまとめられていく、温かみのある変奏。
譜例9
第5変奏： 2/2拍子
スタッカートを多用した快活な対位法による変奏。リズムによる推進力に支えられたこの変奏は多声的なコラールのような印象を与える。
譜例10
第6変奏： 3/4拍子
カンタービレと指定され、まず内声部に主題が奏される（譜例11）。
譜例11
4分音符で始まったリズムの刻みは8分音符、三連符の8分音符、16分音符、32分音符と細かくなっていき、ついにトリルにまで細分化される。12小節目から両手に現れたトリルは低音部に移され、17小節目からの荒れ狂うアルペッジョを経ると高音で鳴り続けるトリルの上に主題が明滅する（譜例12）。
譜例12
最後に次第に弱まりながら主題が原型のまま回想され、静かに曲を閉じる。
このように最後に主題がそのまま回想されて終わる変奏曲であるという特徴から、この楽章はバッハの『ゴルトベルク変奏曲』との類似性を指摘されている。